# Paper Planes (chanson)
Pour les articles homonymes, voir Paper Planes.
Singles de M.I.A.
Jimmy
(2007) O…Saya
(2008)
Pistes de Kala
XR2 Come Around
Paper Planes est une chanson de l'artiste britannique M.I.A.. Il s'agit du quatrième single tiré de son second album, Kala, sorti en août 2007.

## Background
Cette chanson, écrite par M.I.A. et produite par Diplo et Switch utilise un sample de "Straight to Hell" du groupe anglais The Clash.
Ce morceau a connu un grand succès, notamment du fait qu'il a été utilisée sur la bande-annonce du film Délire Express, mais surtout parce qu'il figure sur la bande originale du film Slumdog Millionaire. Il a également été utilisé dans la bande son du jeu vidéo Far Cry 3.

## Reprise
Cette chanson a été reprise par Street Sweeper Social Club, d'abord en concert puis sur leur deuxième album Ghetto Blaster.
Il s'agit de la même version mais avec le style particulier de SSSC.
Elle a également été samplée vocalement dans la chanson de T.I feat. Jay-Z, Kanye West & Lil Wayne : "Swagga Like Us", où les paroles "No one on the corner has swagger like us" de M.I.A. constituent le refrain de celui-ci.
Cette chanson a été aussi reprise par Kid Bombardos.

## Classements hebdomadaires
| Classement (2008-2009)                 | Meilleure position |
| -------------------------------------- | ------------------ |
| Allemagne (GfK Entertainment)          | 76                 |
| Autriche (Ö3 Austria Top 40)           | 51                 |
| Belgique (Flandre Ultratop 50 Singles) | 18                 |
| Canada (Canadian Hot 100)              | 7                  |
| Danemark (Tracklisten)                 | 18                 |
| États-Unis (Billboard Hot 100)         | 4                  |
| France (SNEP)                          | 91                 |
| Irlande (IRMA)                         | 23                 |
| Pays-Bas (Single Top 100)              | 57                 |
| Royaume-Uni (UK Singles Chart)         | 19                 |
| Royaume-Uni (UK R&B Chart)             | 1                  |